# José María Bocabella
José María Bocabella y Verdaguer (Barcelona, 5 de septiembre de 1815-ibídem, 24 de abril de 1892) fue un librero y filántropo español, conocido por haber ideado la construcción del Templo Expiatorio de la Sagrada Familia.

## Biografía
Nació en 1815 en la calle Cotoners n.º 2 de Barcelona, hijo de Llorens Bocabella y Bunyol y de Francisca Verdaguer y Bollich. 
Propietario de la antigua imprenta y librería religiosa Herederos de la Viuda Pla, en Barcelona, en 1861 realizó un viaje a Roma fruto del cual adquirió una gran devoción por la figura de San José, decidiéndose a fomentar los valores de la familia cristiana. Para ello fundó la Asociación de Devotos de San José (1866), que llegó a tener 600 000 asociados, así como la revista El propagador de la devoción a San José (1866), para la que se inspiró en la revista homónima (Propagateur de la dévotion a Saint Joseph) publicada por el salesiano Joseph Huguet en Sainte-Foy de Dijon, en Francia. La revista tenía una tirada inicial de 25 000 ejemplares, y actualmente aún se edita con el nombre de Temple. También fundó unos talleres para obreros y aprendices.
Bocabella ideó la construcción de un templo católico dedicado a la Sagrada Familia, para lo que adquirió un terreno en el ensanche de Barcelona, en un lugar conocido como El Poblet, cerca del Camp de l'Arpa, en San Martín de Provensals; el solar le costó 172 000 pesetas de la época (1034 €). Encargó el proyecto en primer lugar a Francisco de Paula del Villar y Lozano, que ideó un conjunto neogótico, desechando la idea de Bocabella de hacer una réplica del Santuario de Loreto, pero en 1883 Villar renunció por desavenencias con Joan Martorell, arquitecto asesor de Bocabella. El proyecto se ofreció entonces al propio Martorell, pero al rehusar éste se ofreció a Antoni Gaudí, que convertiría el encargo en la obra de su vida.
José María Bocabella contrajo matrimonio con Teresa Puig y Xicola, con la que tuvo una hija, Francisca de Paula Bocabella y Puig, que continuó su labor al frente de la imprenta y en la Junta Constructora del Templo Expiatorio de la Sagrada Familia. Murió en 1892 y fue enterrado en la capilla del Santo Cristo de la cripta de la Sagrada Familia.